# Settecamini

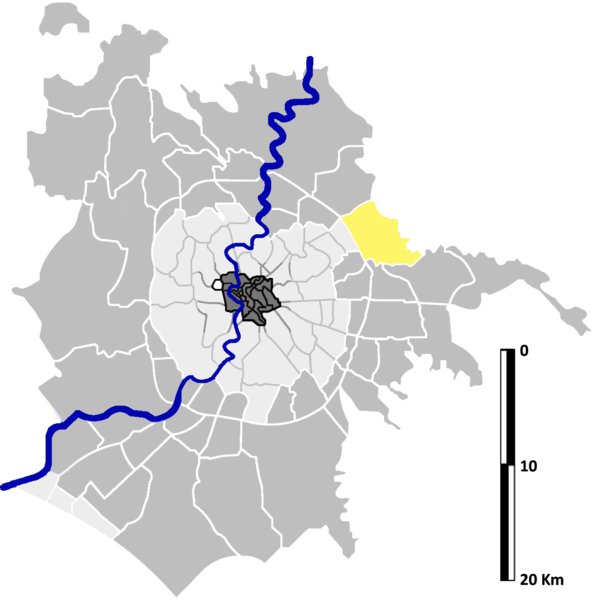
Lage von Settecamini in Rom

Settecamini bezeichnet die sechste Zone, abgekürzt als Z.VI, der italienischen Hauptstadt Rom. Im Gegensatz zu den Rioni, Quartieri und Suburbi sind es die ländlicheren Gebiete von Rom. Sie gehört zum Municipio IV und zählt 23.027 Einwohner (2016). Sie befindet sich im Osten der Stadt außerhalb der römischen Ringautobahn A90 und hat eine Fläche von 21,6120 km². Sie grenzt an die Gemeinde Guidonia Montecelio.

## Geschichte
Anfang des 20. Jahrhunderts wurde das Dorf auf einem Gebiet des Herzogs Leopoldo Torlonia gegründet.
Settecamini wurde am 13. September 1961 durch Beschluss des Commissario Straordinario gegründet. Damals wurde der Ager Romanus in 59 Zonen geteilt, denen eine römische Zahl zugeteilt wurde und ein Z vorgestellt wurde. Davon wurden sechs an die neugegründete Gemeinde Fiumicino komplett ausgegliedert und drei weitere teilweise.